# Paesaggi (album)
Paesaggi è un album di Piero Umiliani pubblicato nel maggio 1971 e suonato dal gruppo Marc 4 insieme ad altri musicisti.

## Pubblicazione
L'album fu pubblicato come musica per sonorizzazione nel 1971 con autore «Suonano i Mark 4». Successivamente l'album fu ripubblicato nel 1980 con una copertina diversa e con autore «Zalla», uno pseudonimo di Piero Umiliani. Nel febbraio 2022 l'album fu nuovamente ripubblicato riportando come autore Piero Umiliani.

## Tracce
Le musiche sono di Piero Umiliani.
Lato A
1. Prime nebbie – 3:40
2. Nel parco – 2:58
3. Risaie – 5:08
4. Lungo il canale – 1:10
5. Ciliegi in fiore – 2:53
6. Oriente rosso – 1:15

Durata totale: 17:04
Lato B
1. Pianure d'Asia – 3:00
2. Tanto lontano – 4:00
3. Borgo montano – 2:02
4. Laguna tropicale – 4:04
5. Vecchie strade – 3:43
6. Porta d'oriente – 2:14

Durata totale: 19:03

## Formazione
Del gruppo Marc 4 fu assente durante tutte le registrazioni il chitarrista Carlo Pes.
- Piero Umiliani – direzione d'orchestra;
- Maurizio Majorana – basso;
- Roberto Podio – batteria;
- Antonello Vannucchi – organo, pianoforte elettrico, spinetta e clavicembalo;
- Bruno Battisti D'Amario – sitar;
- Angelo Baroncini – chitarra elettrica, chitarra a dodici corde;
- Alfio Galigani – flauto dolce;
- Franco De Gemini – armonica a bocca
- Bebo Cerbara – mandolino, chitarra;
- Fabrizio Chiari – fisarmonica, vibrafono.

Produzione
- Claudio Budassi – tecnico del suono;
- Francesco Melloni – recordista.